# 文尼察車站

車站內部

文尼察（羅馬化：Vinnytsia）是烏克蘭文尼察的一座鐵路車站，啟用於1870年，最早的車站是一座木造建築，外觀像一座教堂。得益於鐵路，文尼察的人口在40年來翻了三倍，新的車站大樓是19世紀末以新哥特式建築風格建成的。
2003年，車站再度改建。